# 해병특공대
"해병특공대"는 한국에서 제작된 강민호 감독의 1965년 영화이다. 신영균 등이 주연으로 출연하였고 김태현 등이 제작에 참여하였다.

## 출연

### 주연
- 신영균
- 김석훈
- 이대엽
- 트위스트 김

## 기타
- 조명: 김용모
- 미술: 노인택